# Significado religioso de Jerusalén
La ciudad de Jerusalén es sagrada para varias tradiciones religiosas, incluidas las religiones abrahámicas, el judaísmo, el cristianismo y el islam, que la consideran una ciudad santa.  Algunos de los lugares más sagrados para cada una de estas religiones se encuentran en Jerusalén y el lugar que se comparte entre las tres es el Monte del Templo.

## En el judaísmo
Jerusalén ha sido la ciudad más sagrada del judaísmo y la patria ancestral y espiritual del pueblo judío desde el siglo X a. C. Durante la antigüedad clásica, Jerusalén era considerada el centro del mundo, donde residía Dios.
La ciudad de Jerusalén tiene un estatus especial en la ley religiosa judía. En particular, los judíos que se encuentran fuera de Jerusalén rezan en dirección contraria, y el maaser sheni, revai y Primicia deben comerse en Jerusalén. Cualquier expansión de la ciudad para estos fines debe ser aprobada por el Sanedrín. Además, cuando el Templo en Jerusalén estaba en pie, Jerusalén observó leyes especiales con respecto a las Cuatro Especies en Sucot, y al Shofar en Rosh Hashaná. 
| "               | Y dijo Dios: "Toma ahora a tu hijo, tu único hijo, a quien amas, Isaac, y ve a la tierra de Moriah [Jerusalén]; y ofrécelo allí en holocausto en una de las montañas [Monte del Templo] que te diré". | ” |
| - Génesis 22: 2 | |   |

Jerusalén ha estado durante mucho tiempo incrustada en la conciencia religiosa judía. Los judíos han estudiado y personalizado la lucha del rey David para conquistar Jerusalén y su deseo de construir el templo judío allí, como se describe en el Libro de Samuel y el Libro de los Salmos. Muchos de los anhelos del rey David sobre Jerusalén se han adaptado en oraciones y canciones populares. 
Jerusalén aparece en el Tanaj (Biblia hebrea) 669 veces y Sion (que generalmente significa Jerusalén, a veces la Tierra de Israel) aparece 154 veces.  La primera sección, la Torá, solo menciona a Moriah, la cadena montañosa que se cree que es la ubicación del sacrificio de Isaac y el Monte del Templo en Jerusalén, y la ciudad está escrita explícitamente en partes posteriores del Tanaj.  El Tanaj (o Antiguo Testamento) es un texto sagrado tanto para el judaísmo como para el cristianismo.  En el judaísmo se considera la Ley Escrita, la base de la Ley Oral (Mishnah, Talmud y Shulkhan Arukh) estudiada, practicada y atesorada por los judíos y el judaísmo durante tres milenios. El Talmud elabora en gran profundidad la conexión judía con la ciudad. 
De acuerdo con la Biblia Hebrea, el primer templo, en el lugar conocido como el Monte del Templo hoy, fue construido por el rey Salomón y se terminó en el 950 aC, y el Monte Moriah es donde Abraham casi sacrificó a su hijo y habló con Dios.  Cuando los babilonios capturaron la ciudad en 580 aC, destruyeron el templo y enviaron a los judíos al exilio. Es decir, toda la adoración se practicaba en el templo y solo en el templo. A partir de la captura babilónica, el judaísmo fue codificado.  El Tanaj (Antiguo Testamento) sentó las bases tanto para el cristianismo como para el islam. 

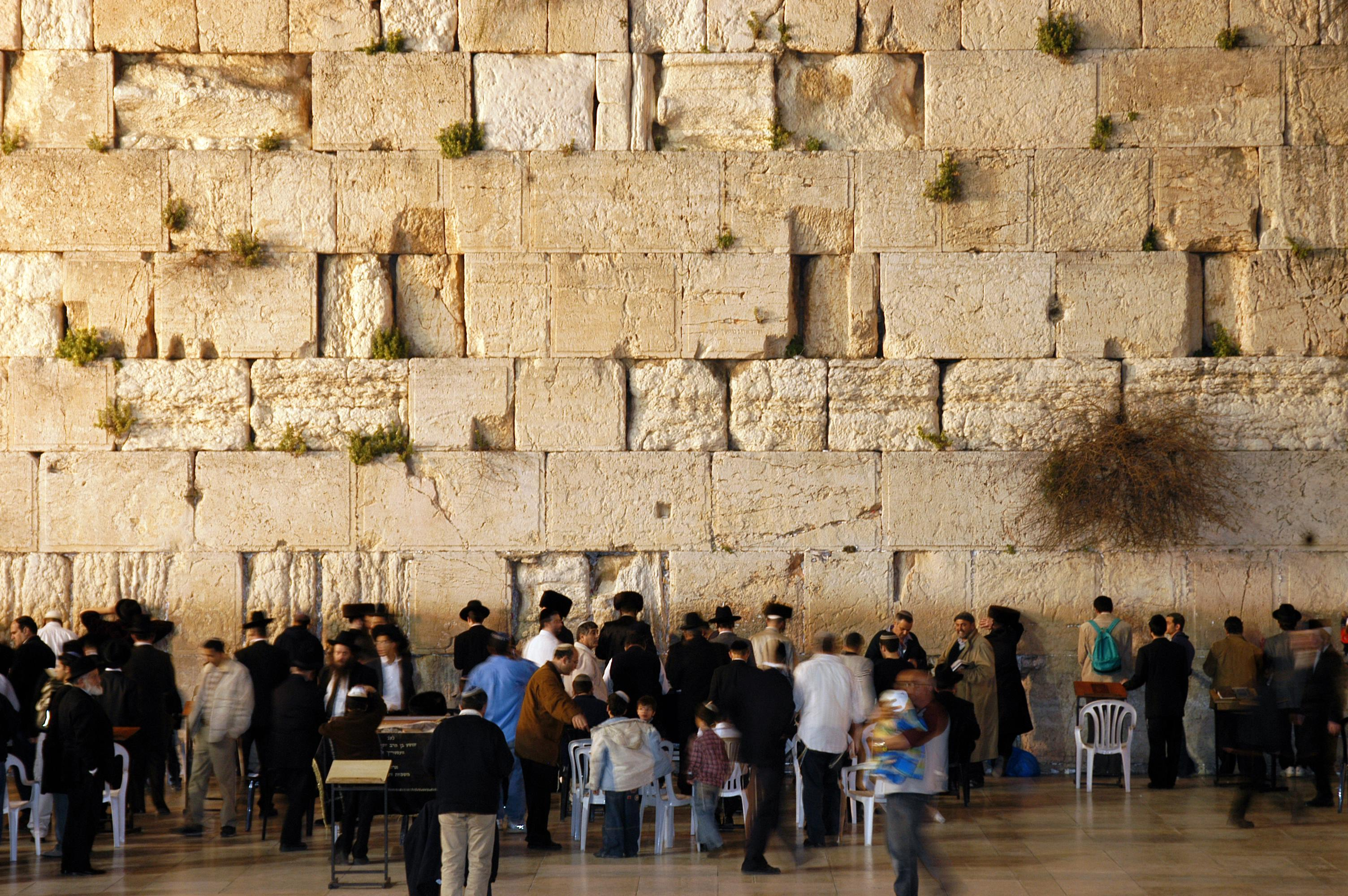
Los judíos oran en el Muro Occidental

## En el cristianismo
En la tradición cristiana, el lugar de Jerusalén en la vida de Jesús le da una gran importancia, además de su lugar en el Antiguo Testamento.  Jerusalén es el lugar a donde Jesús fue llevado de niño, para ser "presentado" en el Templo (Lucas 2:22) y para asistir a festivales (Lucas 2:41).  Según los evangelios, Jesús predicó y sanó en Jerusalén, especialmente en los patios del templo.  También hay un relato de la "limpieza" de Jesús del Templo, persiguiendo a varios comerciantes fuera de los recintos sagrados (Marcos 11:15).  Al final de cada uno de los evangelios, hay relatos de la última cena de Jesús en una "sala superior" en Jerusalén, su arresto en Getsemaní, su juicio, su crucifixión en el Gólgota, su entierro cerca y su resurrección y ascensión. 
Los primeros cristianos fueron marginados y usaron el símbolo de los peces para reconocerse unos a otros para evitar ser asesinados o reprendidos por ser cristianos por el gobierno romano. El cristianismo se hizo más popular con el tiempo, pero se expandió enormemente cuando el emperador romano Constantino afirmó que el cristianismo era su religión y, por lo tanto, la religión del Imperio Romano. Jerusalén es sobre todo importante para el cristianismo porque es a donde Jesucristo fue llevado ocasionalmente como un niño, predicado a los pobres en su vida adulta, crucificado en el final de su vida y resucitado por Dios.  Se dice que la Iglesia del Santo Sepulcro se construyó sobre el lugar donde crucificaron a Jesús y donde estaba la tumba donde lo sepultaron.
En el cristianismo, la conexión judía con la ciudad se considera como el relato de la relación de Dios con su pueblo elegido, el pacto original, y el preludio esencial de los eventos narrados en el Nuevo Testamento, incluidos los mandamientos universales (por ejemplo, los Diez Mandamientos) y Los obsoletos o los específicos del judaísmo.  En la época medieval, los cristianos pensaban que Jerusalén era el centro del mundo (latín: umbilicus mundi; griego: Omphalos), y estaba representada en los llamados mapas T y O.  Los himnos bizantinos hablan de que la Cruz está "puesta en el centro de la tierra", y la imagen está vinculada al concepto de la Muerte y la resurrección de Jesús en beneficio de toda la humanidad.  Los mapas medievales de Europa usualmente colocan el este ("oriente") –Jerusalén– en la parte superior, y esta disposición llevó al uso del término "orientar" para significar alinear un mapa con las direcciones reales de la brújula. 

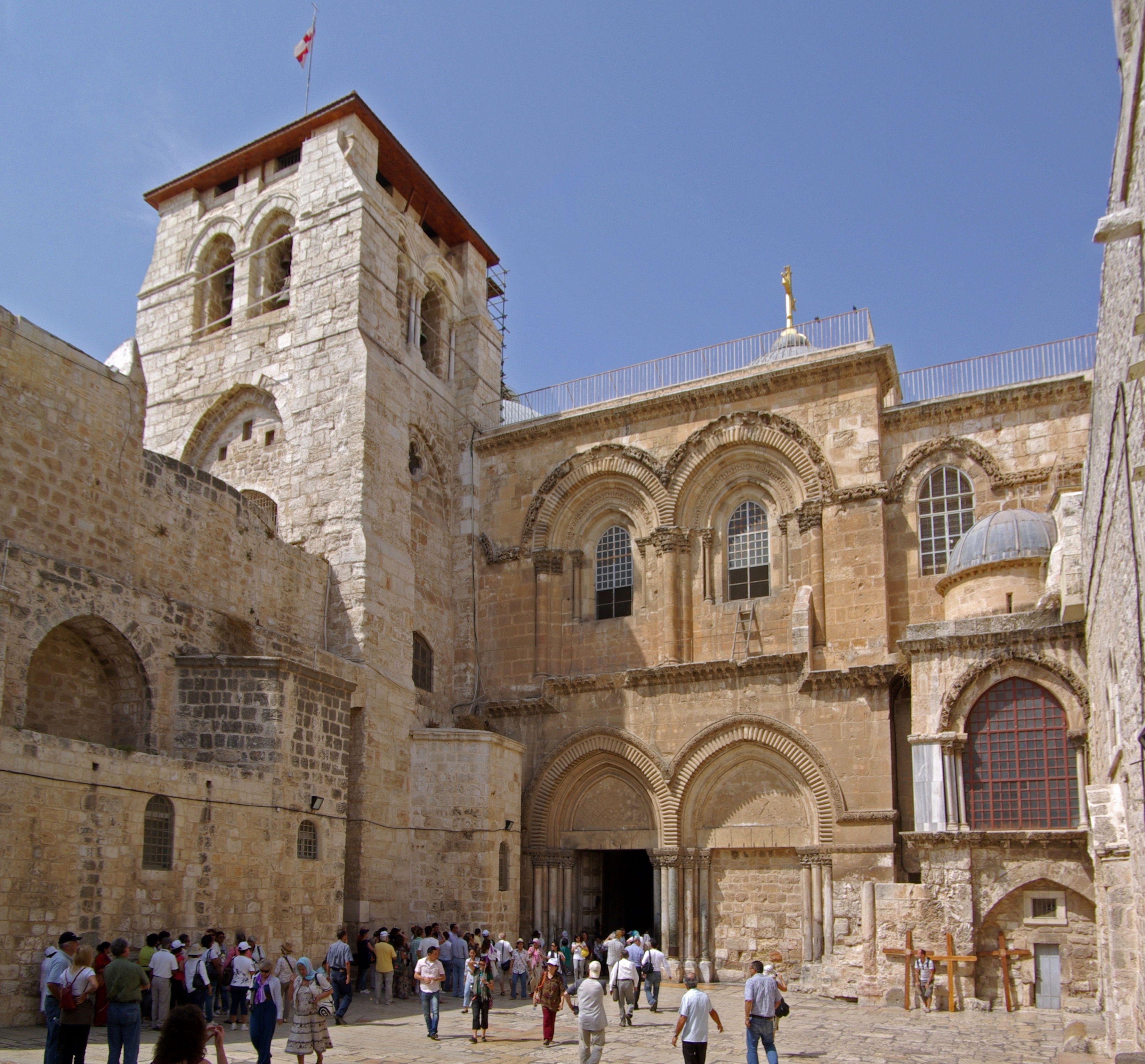
Entrada principal a la iglesia del Santo Sepulcro.
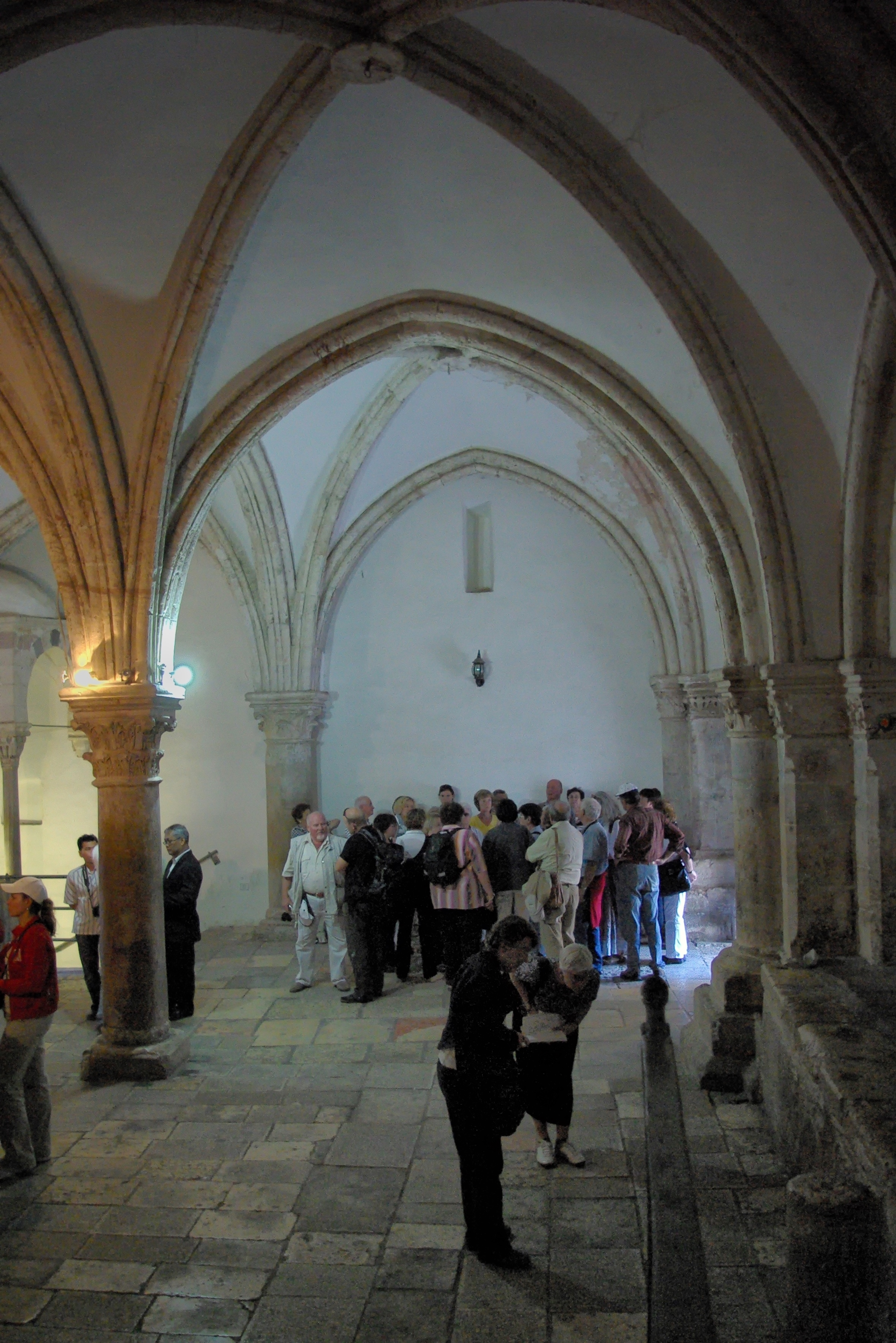
El Cenáculo en el Monte Sión, se dice que es la ubicación de la Última Cena y Pentecostés. Bargil Pixner  afirma que la Iglesia de los Apóstoles original se encuentra debajo de la estructura actual.

## En el islam

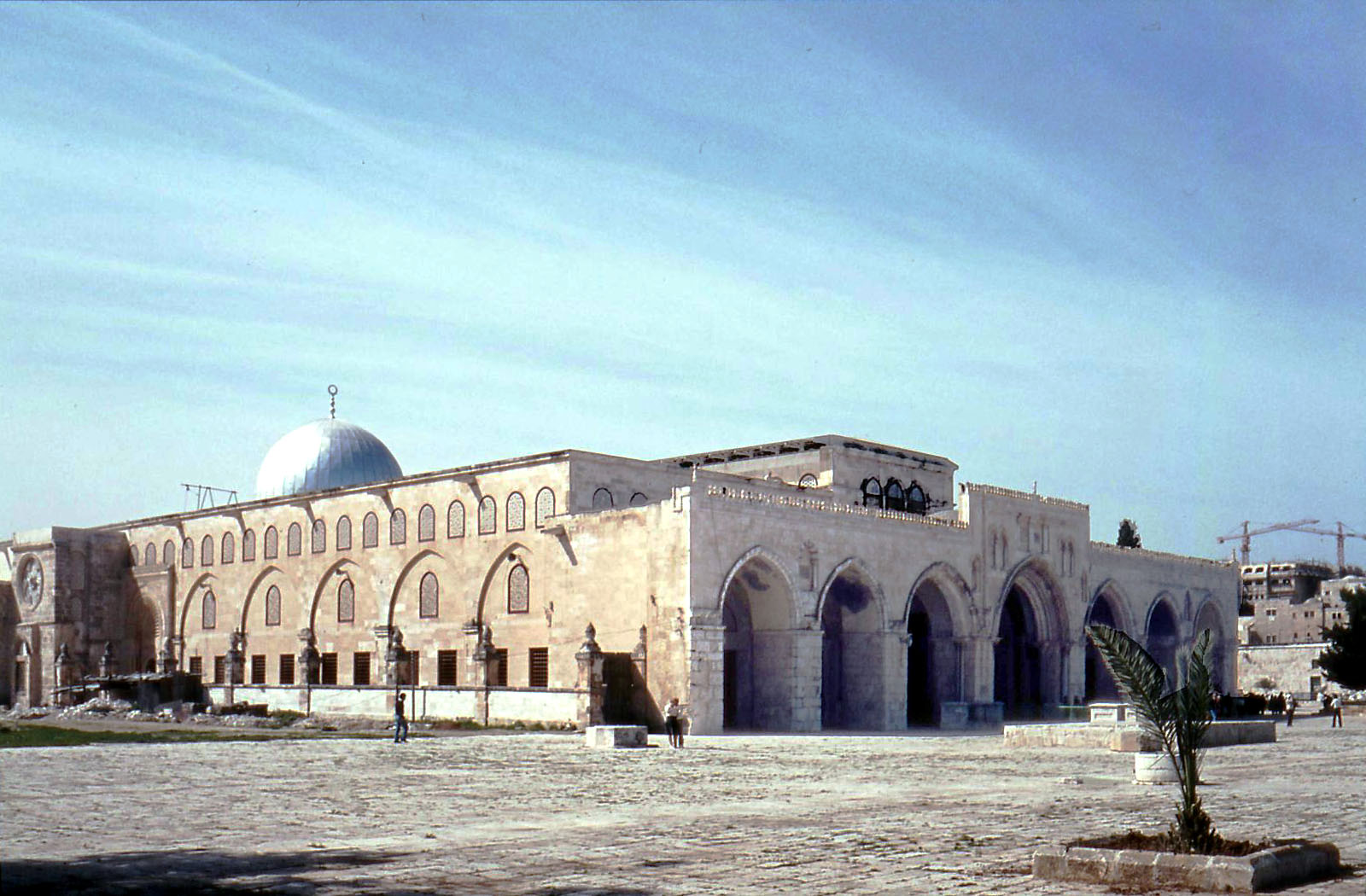
Mezquita Al-Aqsa

Jerusalén es considerada un sitio sagrado en la tradición islámica, junto con La Meca y Medina.  La tradición islámica sostiene que los profetas anteriores estaban asociados con la ciudad y que el profeta islámico Muhámmad (Mahoma) visitó la ciudad en un viaje nocturno (Isra y Mi'raŷ).  Debido a tal importancia, fue la primera Qibla (dirección de la oración) para los musulmanes y el profeta Mahoma designó a Al-Aqsa para peregrinación. 
Nacido en 570 dC, los musulmanes creen que Mahoma es un mensajero de Dios. Él reformó la perspectiva de que Dios debería ser adorado a través de la oración, recitando los mensajes de Dios y solo adorando a Dios. Muhámmad se declaró a sí mismo como el último profeta de las religiones judeocristianas y fundó una tercera religión abrahámica: el islam. La Cúpula de la Roca es un santuario sagrado islámico en Jerusalén, construido en el Monte del Templo.  Se cree que aquí es donde Mahoma ascendió al cielo y se le dio el segundo pilar del Islam, para orar cinco veces al día, desde Allah, que todavía se usa hoy. La Cúpula de la Roca está influenciada por la arquitectura cristiana bizantina. 
Se cree que Muhámmad fue llevado por el corcel milagroso Buraq a visitar Jerusalén, donde oró, y luego visitó el Cielo en una sola noche en el año 610. Jerusalén no se menciona directamente por su nombre en el Corán, ni se menciona por su traducción al árabe (Al-Quds). Sin embargo, los versos del Corán (17:1) son interpretados por tafsirs (comentarios) islámicos que se refieren a este viaje, con el término "la Mezquita más lejana" (al-Masŷid al-Aqsa) que se refiere al Noble Santuario en Jerusalén, donde se encuentra la mezquita.  Allí se encuentra con otros profetas (en particular, Abraham, Moisés y Jesús).
 

Se especifica que la mezquita de Al-Aqsa estaba en Jerusalén según numerosos hadices: 
 Jabir bin Abdullah narró: "Entonces escuchó al apóstol de Allah decir: "Cuando la gente de Quraish no me creyó (es decir, la historia de mi viaje nocturno), me puse de pie en Al-Hijr y Allah mostró a Jerusalén delante de mí, y comencé a describirles a Jerusalén mientras la miraba".  Sahih Bujari: Volumen 5, Libro 58, Número 226. 
 Parte del significado y la santidad de Jerusalén para los musulmanes se deriva de su fuerte asociación con Abraham, David, Salomón y Jesús. Todos son considerados como Profetas del Islam y sus historias se mencionan en el Corán. 
Jerusalén sirvió como la primera qibla (dirección de oración) para los musulmanes. Mientras los musulmanes estaban en La Meca, y también durante 17 a 18 meses en Medina, los musulmanes oraron hacia Jerusalén. Las primeras mezquitas en Medina fueron construidas mirando hacia Jerusalén. En 625, la qibla fue cambiada a la Kaaba en La Meca. Corán 2.142
Después de Muhammad, muchos de sus Compañeros vivían en Jerusalén, y después de su muerte fueron enterrados allí.

## En el mandeismo
En el mandeísmo (una antigua religión no cristiana gnóstica, antaño significativa en número pero ahora relegada a un pequeño grupo que se encuentra principalmente en partes del sur de Irán e Irak), Jerusalén es considerada una ciudad de maldad, dedicada al dios del judaísmo, a quien llaman a Adunay (Adonai) o Yurba (posiblemente YHWH) y considera que es un espíritu maligno.  Según Sidra d-Yahia 54, Jerusalén es "la fortaleza que Adunay construyó ... [él] le trajo la falsedad en abundancia, y significó persecución contra mis tarmidia (los discípulos de Manda d-Hiia)".  En la Ginza Rba (15.11), se dice que surgió como resultado de la unión incestuosa de los siete planetas con su malvada madre Ruha d-Qudsha, que significa Espíritu Santo, que "dejó lascivia, perversión y la fornicación en ella. Dijeron: 'El que vive en la ciudad de Jerusalén no mencionará el nombre de Dios.'  (En otros lugares, sin embargo, más prosaicamente dice que la ciudad fue construida por Salomón.) Sin embargo, se dice que Yahya (Juan el Bautista), una figura importante en su religión, nació allí. 